# Erzia

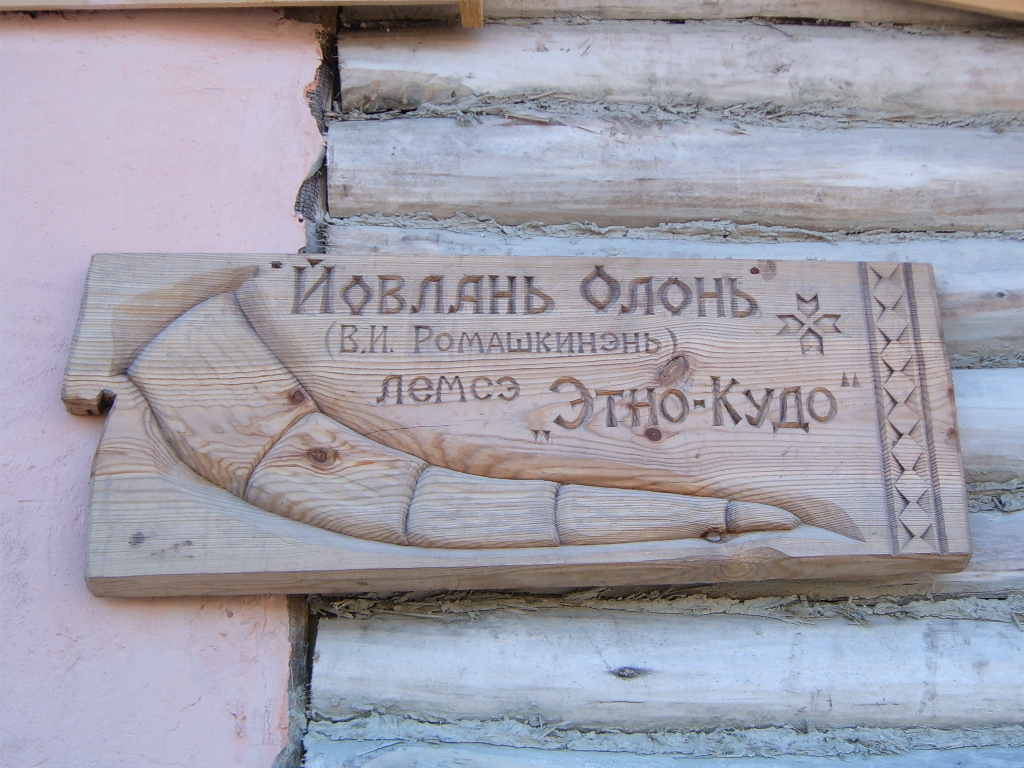
Skylt på erzia vid ett etnografiskt museum

Erzia, erzja, erzya eller erźa (эрзянь кель, erzian kel), tidigare erzamordvinska, är ett finsk-ugriskt språk tillhörande den volgafinska grenen. Det är, tillsammans med moksja, ett av de två språk som talas av mordviner. Tidigare har det ansetts vara en dialekt av mordvinska. Språket talas i ryska delrepubliken Mordvinien och har ungefär 500 000 talare. Det skrivs med det vanliga ryska alfabetet.
Bland andra stavningsvarianter finns: ersa, erza, ersä, erzä.

## Fonologi

### Konsonanter
|             | Labial | Alveolar | Alveolar | Palatoalveolar | Palatal | Velar  |
| ----------- | ------ | -------- | -------- | -------------- | ------- | ------ |
| Norm.       | Labial | Lab.     |          | Palatoalveolar | Palatal | Velar  |
| Nasal       | m      | n        | nʲ       |                |         | ŋ      |
| Klusil      | p \| b | t \| d   | tʲ \| dʲ |                |         | k \| g |
| Affrikat    |        | ts       | tsʲ      | tʃ             |         |        |
| Frikativ    | f \| v | s \| z   | sʲ \| zʲ | ʃ \| ʒ         |         | x      |
| Tremulant   |        | r        | rʲ       |                |         |        |
| Approximant |        | l        | lʲ       |                | j       |        |

Källa:

### Vokaler
|              | Främre | Central | Bakre |
| ------------ | ------ | ------- | ----- |
| Sluten       | i      | i       | u     |
| Mellansluten | e      | ə       | o     |
| Mellanöppen  | æ      | ə       |       |
| Öppen        |        | a       |       |

Källa: